# Египтизирующий стиль
Египтизи́рующий стиль, египетский стиль, неоегипетский стиль, египетские мотивы (фр. retour d'Égypte, ретур-д’ежипт) — стилевое течение в европейском искусстве, использующее темы, сюжеты, образы и формы искусства Древнего Египта, проявление египтомании. Интерес к древнеегипетской традиции возникал спорадически: впервые во времена Древнего Рима, однако апогей египтизирующего стиля приходится на конец XVIII — начало XIX веков, когда в результате Египетского похода Наполеона Бонапарта европейцы заново открыли для себя культуру Древнего Египта. Египетские мотивы стали неотъемлемой частью стиля ампир и многих неостилей второй половины XIX — начала XX века.
Важный этап развития египтизирующего стиля и возникновения моды на египетские мотивы связан с открытием в 1922 году английским археологом Говардом Картером гробницы фараона Тутанхамона. Последний раз египтомания затронула Европу в конце XX века, когда у стен Лувра появилась стеклянная пирамида, а на набережной Невы — очередной сфинкс.
В более узком смысле «египтизирующий стиль» — это третий стиль древнеримской живописи.

## Ранний период

### Древний Рим
Связь египетской царицы Клеопатры с Юлием Цезарем (с 48 г. до н. э.), её жизнь в Риме, а затем Последняя война Римской республики, завоевание Египта и превращение его в провинцию Римский Египет после морского сражения при мысе Акциум в 31 г. до н. э., проведение триумфа и доставка военных трофеев из Египта повлияли на распространение египетских мотивов в Риме. Древнеегипетское искусство, каким бы чуждым оно ни казалось римлянам, впечатляло таинственностью, экзотичностью и мистическим содержанием. Августовский классицизм с идеологией возвеличивания власти императоров, идеей божественного происхождения рода Юлиев, стремлением к монументальности и триумфальности архитектурных сооружений, оказался идеологически восприимчивым к таинственным формам египетского искусства, проникнутого своеобразным, но таким же имперским духом, в особенности искусства Нового царства империи Рамсесов (XIII—XI в. до н. э.). Кроме того, именно в это время с Востока в Рим проникали мистические религиозные культы, в том числе египетские.
Известно, что в 43 г. до н. э. на Марсовом поле были возведены храм Исиды и храм-серапеум Сераписа, окружённые стеной, украшенные обелисками и статуями. Третий район Рима даже носил название Isis et Serapis в честь другого, двойного храма этим богам. Раскопан храм Исиды в Помпеях. Вилла Адриана также несёт отчетливые черты влияния культа Сераписа, туда были вывезены статуи из Каноба.
Римляне ввели обычай, сохранявшийся столетиями — перевозить египетские обелиски и статуи и украшать ими свои города. До наших дней в Риме сохранилось 13 обелисков (из них 8 — подлинные, остальные — позднейшего происхождения; см. Список обелисков Рима). На Капитолийском холме были установлены фигуры львов из чёрного базальта египетского происхождения. В XVI в. их перенесли к подножию Капитолийской лестницы. Они сохранились до настоящего времени.
Египтомания затронула и римскую архитектуру, возводимые на рубеже II в. до н. э. — I в. н. э. сооружения. Наиболее известный пример — Пирамида Цестия — искусная стилизация под древнеегипетские пирамиды. Влияние египтомании демонстрирует Третий стиль древнеримской живописи (т. н. «орнаментальный» или «египтизирующий») (например, Дом Орфея, Вилла Мистерий в Помпеях).
- Поклонение Исиде в римской империи, помпейская фреска
- «Ватиканский обелиск» на площади Св. Петра, Рим
- Лев у подножья лестницы
- Изображение Антиноя в виде бога Осириса.
- Тот, фреска Виллы Мистерий
- Пирамида Цестия в Аврелиевой стене

В Византии около 450 года также отмечается «египтизирующий стиль», но вероятно, речь идёт о каких-то эллинистических проявлениях. В Константинополе на Ипподроме c 390 г. стоял древнеегипетский Обелиск Феодосия.

### Ренессанс
Эпоха Возрождения характерна вниманием художников не только к античному наследию, но и к иным древностям, в том числе египетским, ранее уже привнесенным римлянами в свою культуру. Древнеегипетские обелиски, доставленные в Рим при Октавиане Августе и его преемниках и поверженные на землю в Средневековье, были подняты и снова превратились в градообразующие элементы. Их устанавливали в центре римских площадей, причём эта процедура представляла собой сложнейшую техническую задачу, например установка Ватиканского обелиска Д. Фонтана в 1585 г. Около 1512 года Джулио Кловио (предположительно) выполнил миниатюры «Служебник Колонна» для кардинала Помпео Колонна с элементами декора древнеегипетского происхождения.
Однако достоверного изобразительного материала было немного и художники в большей степени пользовались свои воображением. Большой вклад внесли гуманисты, изучавшие античные тексты. Поджо Браччолини перевёл Диодора, описывающего чудеса Египта, Николо деи Николи — Аммиана Марцеллина, который в IV веке описал свою поездку в Египет и чудеса, что он видел. В 1419 году была найдена рукопись Гораполлона «Иероглифика», содержавшая ошибочные попытки перевода египетских иероглифов. В 1517 году Филипо Фасанини перевёл это сочинение с греческого на латынь. В 1463 году Марсилио Фичино перевёл текст Corpus Hermeticum, приписываемый египетскому мудрецу Гермесу Трисмегисту. В 1488 году изображение Гермеса Трисмегиста, почитавшегося в эзотерическом христианстве, было включено в композицию мозаичного пола Сиенского собора.
Текст и рисунки «Иероглифики», а также иероглифы, скопированные с фриза древнеримского храма в Сан-Лоренцо-фуори-ле-Мура, были использованы в сновидческом романе «Гипнэротомахия Полифила» (1499), который пользовался огромной популярностью ещё несколько веков и повлиял на создание многих произведений искусства. Новая «Иероглифика», представляющая собой книгу-эмблемату, была выполнена в 1575 году Пьерио Валериано Больцани, имела изображения иероглифов и псевдоиероглифов, расположенных в энциклопедическом порядке, с систематизацией для морального и теологического анализа явлений природы с их символическим толкованием. Книгу активно цитировали и копировали в последующие эпохи. В 1531 году была опубликована новая эмблемата (Alciati). Загадочные псевдоегипетские пиктограммы можно обнаружить в записках Леонардо да Винчи, Мантеньи, Пинтуриккио, Джулио Романо, Альбрехта Дюрера. В портретной живописи «облагороженные» иероглифы-символы («дисциплина, стойкость, осторожность, благоразумие и сила духа») были использованы Себастьяно дель Пьомбо в надписи каменного парапета на его «Портрете Андреа Дориа» (1526). Надпись создает ребус, который легко читался образованными людьми того времени, знакомыми с указанными сочинениями.
Иероглифическое письмо, несмотря на то, что попытки расшифровать его с помощью текста Гораполлона были безуспешными, очаровали гуманистов эпохи Возрождения. Многие из них считали египетский язык первоначальным адамическим языком, существовавшим до Грехопадения, чему способствовало замечание в «Книге Бытия», о том, что Адам дал всем существам имена (свидетельство того, что какой-то язык он знал). Проект воссоздания такого языка был идеей, от которой гуманисты эпохи Возрождения и их преемники не могли отказаться. Идея была изложена Леоном Баттиста Альберти в трактате «Об архитектуре» (1452), где он предположил, что иероглифы были потерянным универсальным языком. Изображение иероглифа-глаза можно увидеть на медали в его рельефном «Автопортрете» (1438). Этот же глаз можно найти на реверсе его медальерного портрета работы Маттео де Пасти.
Для популяризации искусства Древнего Египта было важно, что итальянские гуманисты вынесли из античных текстов мысль о том, что Семь мудрецов древности были учениками и последователями египетских жрецов (например, Пифагор — Трисмегиста). Например, мудрость египтян превозносил Геродот (Histories ii. 77). Благодаря этому возникла панримская теория: Египет стали рассматривать как источник классической культуры, а этруски и римляне — его прямые потомки и наследники. Иероглифы воспринимались в качестве архетипов платоновых символов, то есть наглядных представлений идей божественного мира (логосов), высшей формы реальности. Платон и Гермес Трисмегист рассматривались ими как предтечи Христа, и их тексты следовало интегрировать в христианский корпус.
- Подъём и установка «Ватиканского обелиска» на площади Св. Петра в Риме в 1586 году. Инженер Доменико Фонтана. Гравюра 1590 года
- Слон, несущий обелиск. Иллюстрация из «Гипнэротомахии Полифила». Издание Альда Мануция, Венеция. 1505
- Пример изображения «иероглифов» в Ренессанс (из «Гипнэротомахии Полифила»).
- Гермес Трисмегист на мозаике Сиенского собора
- Леон Баттиста Альберти (или Пизанелло). «Автопортрет / Портрет Леона Баттиста Альберти»
- Себастьяно дель Пьомбо. «Андреа Дориа»

### Барокко и рококо
Большим любителем «Гипнэротомахии Полифила» был философски образованный папа Александр VII. Именно он обратился к скульптору Бернини с тем, чтобы тот изготовил для привезённого древнеегипетского обелиска постамент в виде слона, вроде того, который описывается в книге. Одна из иллюстраций к венецианскому изданию романа показывает такую композицию: обелиск на спине слона. На вершине римского обелиска — крест, опирающийся на «шесть гор» — эмблему Папы Александра VII из семьи Киджи, заказчика монумента. В новой иконографии обелиск символизирует Божественную мудрость, которая спускается на твердую голову, изображаемую слоном, о чём говорит надпись на постаменте с намеком на мудрость папы.
В эпоху маньеризма (XVI век) был воскрешён такой загадочный персонаж, как сфинкс, но не в греческом, а во «французском варианте»: с поднятой головой и женской грудью, серьгами, жемчугом и натуралистически трактованным телом. Отметим важное различие, существовавшее ещё в античности между «египетскими» львиными сфинксами и «греческими» — крылатыми и женского пола. Изображения последних были впервые обнаружены в 1485 г. в росписях терм Траяна, возведённых на руинах Золотого дома Domus Aurea — дворца императора Нерона на вершине холма Оппия в центре Рима. Такие росписи назвали гротесками, поскольку они были найдены в полузасыпанных землей руинах (гротах). Росписи скопировали флорентийские живописцы, работавшие в то время в Риме, Д. Гирландайо, Пинтуриккио, Перуджино, Филиппо Липпи. Их изучали Рафаэль с учениками.
Мотив сфинксов был включен в иконографический корпус классических гротесков (в России XVIII в. их называли арабесками), и распространялся по странам Западной Европы посредством орнаментальных гравюр XVI—XVIII веков, в частности знаменитых беренад — орнаментальных композиций французского архитектора-декоратора Жана Берена Старшего. Такие же композиции использовали художники в эпоху барокко и позднего французского Регентства (1715—1723). Благодаря французскому влиянию скульптурные изображения сфинксов становятся непременным украшением садов и парков регулярного и пейзажного стилей по всей Европе (Бельведер (Вена), Сан-Суси (Потсдам), Дворец Браницких (Белосток), Ла-Гранха (Испания) и вариант позднего рококо в португальском Дворце Келуш).
В 1710 году в Палаццо Нуово на Капитолии в Риме установили 5 найденных на Марсовом поле египетских статуй (из стоявших там храмов), после этого в различных дворцах и виллах Италии создавали комнаты в египетском вкусе (Sala Egizia). Таковы Кабинет папирусов (Gabinetto dei Papiri) в Ватикане, украшенный живописцами Антоном Рафаэлем Менгсом и Кристофом Унтербергером, Египетский зал в Галерее Боргезе в Риме, созданный для размещения коллекции египетских статуй и декорированный Антонио Аспруччи в 1770—1782 годах. Раскопки на Вилле Андриана в Тиволи, где было найдено много произведений египетского искусства, также способствовали усилению интереса к культуре Древнего Египта. Ныне на вилле Боргезе можно видеть Египетские ворота, обелиск Антиноя (XIX в.). На вилле Торриджани в Камильяно близ Лукки — ворота, статую Осириса-Антиноя в саду виллы, парк с масонскими символами, среди которых были и египетские мотивы.
Своеобразным пособием по египетскому стилю стали работы Бернара де Монфокона «Античная эпоха; с комментариями и гравюрами» (1719) и графа Клода де Кейлюса «Свод древностей египетских, этрусских, греческих и римских» (Recueil d’antiquités égyptiennes, étrusques, greques et romaines, 1752—1768).
Джованни Баттиста Пиранези был сторонником панримской теории о примате египетской мудрости над античной. Если неоклассицисты Винкельман и Ложье считали римское искусство наследником древнегреческого, то Пиранези придерживался преемственности: Египет → этруски → Рим. В архитектурных фантазиях Пиранези развалины Рима предстают дополненными, в том числе, и статуями фараонов, что сам автор обосновывал в текстовых пояснениях. В 1760 году он начал проектировать «Английское кафе» (Caffee degli Inglesi) на Пьяцца-ди-Спанья в Риме. Интерьер кафе оформлен в египетском стиле. Свои проекты Пиранези опубликовал в альбоме гравюр «Различные виды украшения каминов и других частей домов, взятые из Египетской, Этруской и Греческой архитектуры…» (Diversi maniere d’adornare i cammini : ed ogni altra parte degli edifizj desunte dall’architettura Egizia, Etrusca, e Greca con un Ragionamento apologetico in difesa dell’architettura Egizia e Toscana, 1769). «Корпус Пиранези» был составлен на основе изучения коллекций кардиналов Альбани, Борджиа и Бембо, собрания египетского кабинета Капитолийского музея, а также собственных раскопок Пиранези на вилле Адриана. Этот корпус стал наиболее влиятельным источником египетских мотивов для искусства конца XVIII — начала XIX вв."
Во Франции традиции искусства Пиранези соединились со стилем эпохи Людовика XVI: и в стилистике рококо образовалась традиция использования египетских мотивов в неегипетской манере, например, в интерьерах, внутреннем декоре и малых архитектурных формах (покои королевы Марии Антуанетты в Версале и Фонтенбло), статуи в Сан-Суси.
- Джулио Романо. Сфинкс с двумя телами. 1530-е гг. Гравюра Вацлава Холлера, XVII век
- Рафаэль. Фреска с изображением сфинкса. Ватикан
- Дж. Б. Пиранези. Пирамида Цестия. Офорт из серии "Римские древности"
- Дж. Б. Пиранези. Проект интерьера «Английского кафе» в Риме
- Сфинкс в парке Сан-Суси, Потсдам

### Неоклассицизм
Египтизирующий стиль стал важной составляющей западноевропейского неоклассицизма второй половины XVIII века, причем не только в реальных постройках, но и в фантастических проектах — в так называемой бумажной архитектуре, родоначальником которой считается Дж. Б. Пиранези. Основными представителями этого течения во Франции были представители школы мегаломанов: К.-Н. Леду, Э.-Л. Булле, Ж. Гондуэн. Монументальность древнеегипетской архитектуры отвечала актуальным потребностям зодчества эпохи Просвещения и французской революции. Элементы египтизирующего стиля присутствуют в проекте дворца в Сен-Жермен-ан-Ле Булле. Для творчества рисовальщика и архитектораЖан-Жака Лекё также характерны фантастические проекты с использованием египетских мотивов.
Форма египетской пирамиды была востребована в виде уменьшенных копий — павильонов-капризов, мемориальных монументов, надгробий и кенотафов, которые в конце XVIII века повсеместно украшали сады и парки загородных поместий, но они же могли быть выполненными «под античность» или в виде «готической руины». Романтические композиции живописца Юбера Робера с изображениями египетских руин, также способствовали распространению моды на египетскую экзотику.  Герцог Вюртембергский построил в Замке Монбельяр мост и купальню в «египетском стиле».
В Парке Монсо (Париж) (1778) Филиппа Эгалите, герцога Шартрского и парке Мопертьюи (в Бри, ок. 1780) маркиза Монтескьё были установлены пирамиды — «гробницы» с ложными могилами и статуями. Важно, что оба владельца, а также архитекторы — Кармонтель и Броньяр были масонами, причём Филипп Эгалите был Великим магистром ложи «Великий Восток» (см. История масонства во Франции). Декоративное убранство обоих парков было насыщено масонской символикой, а сами пирамиды использовались во время церемоний братства. Древний Египет вообще играл большую роль в «мифологии» масонов. Зодчий Хирам, строитель храма Соломона в Иерусалиме, отождествлялся с Осирисом и подобно египетскому богу был убит учениками, а сцена его погребения разыгрывалась в масонских мистериях. Постановки оперы Моцарта «Волшебная флейта», насыщенной масонской символикой, обычно осуществляли в «египетских» декорациях, хотя место действия оперы не определено.
Пирамида символизировала вечность и бессмертие, поэтому пирамидальную форму придавали многим монументальным надгробиям. Так, во время французской революции 26 августа 1792 года в память погибших при атаке на дворец Тюильри, в саду Тюильри была установлена деревянная пирамида, обтянутая тканью, к подножию которой возлагали гирлянды из цветов и дубовых листьев. Египетские сфинксы не менее пирамид были востребованы в качестве атрибутов оформления неоклассической дворцовой и парковой архитектуры, причём рисовальщики и архитекторы-декораторы использовали упрощенные варианты, известные по ренессансным гротескам. Масоны считали египетского сфинкса символом мистерий и использовали их в своей архитектуре, рассматривая как «стражей врат храма». 1770-х годах знаменитый мастер-керамист Джозайя Уэджвуд, создатель знаменитой фаянсовой мануфактуры, изобрел чёрную «базальтовую» глинокаменную массу, которая вызывала ассоциации с египетскими статуями из базальта. Массу так и назвали: «египетской».
- Э.-Л. Булле. Проект кенотафа. 1786
- Жан-Жак Лекё. Проект гробницы короля Этрурии. 1792
- Юбер Робер. Римские руины с пирамидой Цестия. 1760-1770
- Пирамида в парке Монсо
- Пирамида в Мопертьюи
- Декорации к постановке оперы «Волшебная флейта» В. А. Моцарта. 1816

#### В России
Египетские мотивы проникали в искусство екатерининского классицизма, ориентированного на неоклассические тенденции в западноевропейской архитектуре второй половины XVIII века. «Распространившееся масонство, в мистике и сложной символике которого важное место получили египетские божества Осирис и Исида и другие мотивы, повлияло на садово-парковую и погребальную архитектуру. Изученные объекты свидетельствуют о преобладании на ранней стадии проявления стиля „элинизирующей“ тенденции. Причина этого кроется, скорее всего, в том, что русские архитекторы знакомились с образцами этого стиля в Европе, прежде всего, в Италии».
памятники
- Петергоф:
  - Фонтан «Пирамида». Фонтан «Пирамида» возник ещё при Петре I, по инициативе самого императора, тогда же получил своё название в честь необычной формы, во многом взятой с Версальского «обелиска».
- Царское Село
  - Гробница левретки Екатерины II Земиры в Царском Селе, Екатерининский парк (1770—1772). Пирамида построена по проекту В. И. Неелова. В 1774 году была разобрана и в 1782—1783 годах отстроенная заново Чарльзом Камероном. Одну сторону Пирамиды, сооружённой из кирпича и облицованной тесаным гранитом, прорезает вход; по углам некогда стояли четыре колонны на пьедесталах, вытесанные из серого уральского мрамора. Внутреннее помещение павильона перекрыто сферическим куполом с отверстием в центре; в стенах устроены ниши для хранения урн.
  - Кагульский обелиск (1771) по проекту архитектора Антонио Ринальди
- Павловский дворец, принадлежавший вел.кн. Павлу Петровичу, имел много масонских элементов — псевдоегипетских, так как это отвечало его мировоззрению.
  - Нижний вестибюль Павловского дворца (1786) по проекту Камерона. Одна из лестниц имеет семь ступеней — согласно масонской символике восхождения. Пострадал в пожаре, в XIX веке восстановлен Воронихиным.
  - Кровать в парадной спальне с вензелями Павла I и его супруги была украшена в псевдоегипетском стиле.
- Гатчина (ещё одно владение Павла)
  - Белый зал Гатчинского дворца: статуи Антиноя в египетском одеянии и жреца с жертвенным подносом, которые выполнены из чёрного мрамора.
  - Чесменский обелиск в Гатчине (1775)
  - Обелиск «Коннетабль» (1793 год), архитектор В. Бренна (?)
- Румянцевский обелиск (1798—1799 годы), архитектор В. Бренна
- Строгановские владения:
  - Андрей Воронихин, придворный архитектор Строганова, оформил для него Физический кабинет в «египетском стиле» в здании Строгановского дворца (1792—1793). Перед входом в кабинет позднее сделали надпись: «Art Aegiptiaca Petropoli Renata» (лат.) — «Искусство египетское, в Петрополе возобновлённое».
  - Сфинксы (первые в России) на пристани у дачи А. С. Строганова по проекту А. Н. Воронихина (теперь во дворе Строгановского дворца). На даче — Египетские ворота.
- Шереметьевские владения:
  - Статуи сфинксов и «осирические фигуры», которые по поручению графа Николая Шереметева его крепостной архитектор Павел Аргунов поставил в усадьбе Останкино (Голубой зал) (видимо, на основе рисунков П. Гонзага или Ч. Камерона)
- архитектор Николай Львов:
  - погреб-пирамида в собственной усадьбе архитектора Никольское-Черенчицы в селе Никольском Торжокского района Тверской области
  - ещё 2 погреба-пирамиды: в усадьбе своего родственника в деревне Митино, в усадьбе Ф. И. Глебова-Стрешнева Знаменское-Раёк.

- Фонтан «Пирамида»
- Пирамида в Екатерининском парке
- Кагульский обелиск в Царском селе
- Семён Щедрин. Вид на обелиск Коннетабль (1801)
- Вид на Египетские ворота в Строгановском саду. 1812.
- Троицкая церковь «Кулич и Пасха»
- Могила князя П. Н. Щербатова

## Ампир
Характерной чертой стиля ампир является сочетание декоративных элементов, заимствованных из предшествовавших эпох, а именно древнеримских, этрусских и египетских мотивов. Художники французского ампира использовали, главным образом в проектах оформления дворцовых и аристократических интерьеров и мебели, мотивы египетских папирусов, цветов лотоса, пальм, сфинксов, масок фараонов, изображений скарабеев и кобр, совмещая их с ликторскими связками, мечами, стрелами, щитами-пельтами и легионерскими штандартами.
Главным источником стилизаций стали материалы, доставленные в Париж после Египетского похода Наполеона Бонапарта 1798—1801 годах Поход был неудачным в военном отношении, но исключительно плодотворным для развития науки и искусства. Вместе с Великой армией в Египет отправились 175 французских учёных самых разных специальностей. Научную и художественную часть экспедиции возглавил барон Доминик-Виван Денон, который стал открывателем древнеегипетского искусства. Он зарисовывал пирамиды и обелиски, снимал кальки с рельефов и росписей. Бонапарт назначил Денона директором художественного департамента Института Египта в Каире, а по возвращении в Париж, в 1804 году он стал директором Музея Наполеона, позднее переименованного в Музей Лувра.
В 1802—1813 и 1818—1828 годах в Париже издавалось «Путешествие по Верхнему и Нижнему Египту» (фр. Voyage dans la basse et la haute Egypte, 10 томов текста и 12 томов гравюр по рисункам Денона). В 1802 году — 24-томное «Описание Египта» Франсуа Жомара (переиздания 1810 и 1826 гг.), также иллюстрированное гравюрами с рисунков Денона и других художников. В 1809 году был опубликован альбом гравюр английского дипломата, путешественника и коллекционера У. Гамильтона «Египетские памятники». Этими материалами пользовались художники французского ампира и других стран. Главными создателями французского стиля ампир считаются придворные рисовальщики-декораторы Бонапарта Шарль Персье и Пьер Фонтен. Их проекты копировали и варьировали другие художники, в том числе и такие знаменитые мастера, как А. Н. Воронихин и К. Росси в России.
Примером британского здания в этом стиле является Старая синагога в Кентербери.
- Страница из «Путешествия по Верхнему и Нижнему Египту»
- Фронтиспис «Описания Египта»
- Овен, илл. из «Описания Египта»
- Здание на Каирской площади (Париж), 1798
- Фонтан Феллаха (Париж), 1806

### Декоративно-прикладное искусство
Египетские мотивы использовали знаменитые мастера декоративно-прикладного искусства: мебельщик Жорж Жакоб Старший, бронзовщик Пьер-Филипп Томир. С 1805 г. Томир был «придворным чеканщиком» Бонапарта, он изготавливал бронзовые детали мебели, канделябры, треножники, вазы и корпуса часов. В изделиях его мастерской можно видеть характерное для ампира сочетание римских и египетских мотивов, красного дерева и золоченой бронзы, а также бронзы патинированной, матово-чёрной, ассоциирующейся с базальтами Египта. Египетские мотивы использовали живописцы и скульпторы-модельеры Севрской фарфоровой мануфактуры. В 1804—1806 гг. в Севре изготавливали большой «Египетский сервиз» (146 предметов) с росписями и фигурными предметами по гравюрам с рисунков Денона. Наполеон преподнес этот сервиз в дар императору Александру в 1808 г. во время их встречи в Эрфурте в память о заключении Тильзитского мира между Францией и Россией (1807). Сервиз хранился в Москве, в Оружейной палате. Ныне часть изделий экспонируется в Музее керамики в подмосковном Кусково, другая часть в Эрмитаже в Санкт-Петербурге.
- «Египетский сервиз» (1806)
- Столик в спальне мадам де Сталь
- «Египетская ваза», Эрмитаж
- Канделябр, Франция (?)
- Настольные часы в виде обелиска и пирамиды (1780-90, Франция)
- Софа с ручкой в виде эллинизированного сфинкса
- Канделябр

### В России
В России египетские мотивы включены в стиль раннего александровского классицизма (1801—1812, определение И. Э. Грабаря), а также последовавший за ним русский ампир, предпосылки которого складывались ещё до войны 1812 г., но апогей стиля приходится на послевоенное время 1810—1820-х годов. Наиболее известными представителями архитектуры русского ампира были К. Росси и В. П. Стасов. В архитектуре использовали формы египетских пилонов, пирамид, лотосовидные колонны, обелиски, сфинксы. В этот период отмечены две тенденции использования египетских форм и мотивов: их «эллинизирующая» интерпретация (например, проект мавзолея Павла I) и возведение объектов в подлинно «египетском стиле».
Покровителями моды на Египет были великий князь Павел Петрович, склонявшийся к масонству под влиянием вернувшегося из Франции архитектора В. И. Баженова, и видный масон Александр Сергеевич Строганов, который в 1800—1811 гг. был президентом Императорской Академии художеств в Санкт-Петербурге. Его протеже, молодой архитектор А. Н. Воронихин (бывший крепостной графа Строганова), в 1792—1793 гг. оформил в здании Строгановского дворца на р. Мойке Физический кабинет в «египетском стиле», а в 1803 г. — Египетский вестибюль в Большом дворце в Павловске с большими «египетскими фигурами», выкрашенными под темную, патинированную бронзу. Сохранились парные фигуры «египтянок с чашами» (Павловск, Эрмитаж), мотив, навеянный гравюрами из «Описания Египта» Э.-Ф. Жомара. В 1834 году в Санкт-Петербурге на набережной перед зданием Императорской Академии художеств, оформленной в «помпейском стиле» по проекту академического архитектора К. А. Тона были установлены подлинные египетские сфинксы из заупокойного храма фараона Аменхотепа III в Фивах (Сфинксы на Университетской набережной), ранее с большими трудностями доставленные из Египта благодаря литератору А. Н. Муравьеву и решению императора Николая I. Пристань превратилась в наглядное пособие по истории искусства, далеко выходящего за академические «границы изящного», принятые в то время. Однако другой проект (О. Монферрана) предусматривал установку на набережной между сфинксами статуи египетской богини Исиды.
В 1830-е г. архитектор Н. Е. Ефимов после поездки в Египет написал теоретический трактат о воздействии древнеегипетской архитектуры на происхождение древнегреческих архитектурных ордеров. В 1827—1830 годах по проекту шотландского архитектора Адама Менеласа при въезде в Александровский парк Царского Села возвели Египетские ворота. Адам Менелас в 1784 году приехал в Россию и вначале числился помощником Ч. Камерона и Н. А. Львова.
В архитектуре этого сооружения соединились характерные для «запоздалого классицизма» (определение И. А. Фомина) две тенденции — ампира и историзма. Это оригинальное сооружение, не имеющее аналогов в западноевропейском искусстве. Если художники французского ампира стремились к точному воспроизведению египетских мотивов, то в Царском Селе появился памятник, оригинальный по форме, необычный по содержанию, к тому же выполненный в новых материалах и технике. Идея сооружения принадлежит императору. Все детали ворот отлиты из чугуна и собраны на месте в 1827—1829 гг. Рельефы, украшающие пилоны ворот, созданы В. И. Демут-Малиновским по рисункам В. Додонова с гравюр французского альбома «Описание Египта» Э. Ф. Жомара (третье издание 1826 г.). Мотивы рельефов воспроизводят рисунки древнеегипетской «Книги мертвых» (ок. 1550 г. до н. э.), повествующей о странствиях душ по загробному миру бога Осириса. Изобразительная часть памятника имеет, таким образом, скрытый символический и даже эзотерический смысл.
Исследователи предполагают заказ Николая I в первую годовщину таинственного ухода от бремени власти императора Александра I. Памятник «стал данью памяти императора Николая своему старшему брату». Вспоминается строка из поэмы «Император АлександрI» П. А. Вяземского: «Сфинкс, не разгаданный до гроба!».
В литературе отражением общественного интереса к теме Древнего Египта являются незавершенная повесть Пушкина («Египетские ночи» (1837), стихотворение «Клеопатра»)(1824). Известно, что Пушкин, проживавший в 1831 г. в Царском Селе, интересовался египетской темой в беседах с египтологом И. А. Гульяновым. Известны также портреты актрисы Е. С. Семёновой в образе Клеопатры (или Клитемнестры?) в двух вариантах: рисунок О. А. Кипренского, гравированный Н. И. Уткиным, и живописный, приписывается кисти Кипренского.
Санкт-Петербург
- Проект мавзолея Павла I в Павловске (1802), архитектор А. Д. Захаров
- Фонтан со сфинксами на Пулковском шоссе (1809), Жан-Франсуа де Томон
- Здание гауптвахты у Петербургских ворот в Кронштадте
- Египетский вестибюль Большого дворца в Павловске. Проект А. Н. Воронихина
- Египетские ворота в Царском Селе (1827—1830). Проект А. Менеласа
- Египетский мост в Петербурге (1825—1826), инженеры В. фон Треттер и В. А. Христианович
- Сфинксы Горного института (1826 год)[14]
- Фигуры грифонов для Банковского моста и львов для Львиного моста через Екатерининский канал (ныне канал Грибоедова), выполнены по моделям скульптора П. П. Соколова
- Египетские атланты на фасаде здания Морского судоходства на Дворцовой набережной (Кантемировский дворец, Особняк Громова), установленные в 1879 году.
- Пантелеймоновский мост (не сохранившийся вариант)

- Павловск. Парадная лестница
- Проект мавзолея Павла I
- Фонтан со сфинксами, 1809 г.
- Египетские ворота
- Египетский мост
- Сфинксы во дворе Горного университета
- Особняк Громова

Москва
- Египетский павильон, Померанцевая оранжерея (1813) в усадьбе Голицыных Влахернское-Кузьминки. Возможно, автором идеи строительства кухни является А. Н. Воронихин, завершал строительство здания Д. И. Жилярди.
- Львиная пристань с египетскими львами в усадьбе Кузьминки
- Провиантские склады — египетские по пропорциям дверные проёмы
- Архангельское (усадьба) — «Египетский зал» Большого дворца и другие элементы

прочее
- Казань: Храм-памятник воинам, павшим при взятии Казани в 1552 году (1813—1823) — пример «эллинизирующего» направления, с портиком
- Даугавпилсская крепость. В оформлении южных Михайловских ворот и западных Николаевских ворот использованы мотивы египетской архитектуры и готики; образцом служили ворота прусской крепости в Кобленце — форта «Франц»

- Египетский павильон (Кузьминки)
- Провиантские склады
- Египетский зал (Архангельское)
- Египтизирующие кариатиды (Архангельское)
- Даугавпилсская крепость

## Новейшее время

### Историзм
В период историзма архитекторы и рисовальщики также отдавали дань египетским мотивам, но стремились к большей достоверности. Этому способствовали успехи египтологии, накопление научных археологических данных и предыдущий опыт. В 1822 г. Ф. Шампольон расшифровал египетские иероглифы. Общественный интерес вызывали археологические открытия Ф.-О. Мариэтта, строительство Суэцкого канала (1869), раскопки Тель-Амарны. Развитие идеологии и эстетики ориентализма добавляло стремление к более «реалистичному», но при этом романтизирующему изображению культуры Востока.
Научная египтология способствовала созданию «египтизирующих» художественных произведений («Роман с мумией» Теофиля Готье, опера Верди «Аида», 1871, и др.). Идейная основа египетского стиля демократизировалась. «Это уже не стиль государственной мощи, а стиль основательности буржуазии. Он привлекает эффектом стабильности и надёжности, который производит статичная массивность форм. Египетские элементы и декор используются в архитектуре промышленных и нежилых зданий, предназначенных для большого количества людей».
- Египетский двор. Новый музей (Берлин), 1843—1855.
- Масонская ложа (Бостон, Великобритания), 1860-63.
- «Египетский дом», 1845 (Ричмонд, США)
- Интерьер Дворца правосудия, Страсбург
- Масонский храм в Санта-Крус-де-Тенерифе, Испания
- Могила в Нэшвиле (США), 1917

#### В России
В России также развивалась научная египтология. С 1825 года в Петербурге формировалась египетская коллекция при Петербургской академии наук. Был создан «Египетский музеум», помещение для него отвели на первом этаже восточного крыла Кунсткамеры. Первой древнеегипетской скульптурой, приобретённой для Императорского Эрмитажа, была монументальная статуя богини Сехмет-Мут(середина XIV в. до н. э.). Статую из руин храма богини Мут-Сохмет в Фивах приобрел в 1837 г. известный русский путешественник и писатель А. С. Норов. Вначале она хранилась в Академии художеств.
В 1840 году была опубликована книга А. С. Норова «Путешествия по Египту и Нубии в 1834—1835 гг.». В России работали выдающиеся египтологи: Владимир Семёнович Голенищев, Оскар Эдуардович Лемм, Борис Александрович Тураев. В 1862 году знаменитый балетмейстер Мариус Петипа создал для Большого Императорского театра в Санкт-Петербурге балет в 3 актах и 9 картинах «Дочь фараона». Это была впечатляющая фантазия на египетские темы, с оживающими мумиями и ядовитыми змеями.
- Титульный лист «Путешествия» А. Норова
- Эрмитаж, Египетский зал
- Картина Семирадского с этнографическо-археологической точностью к деталям древнего быта
- Балет «Дочь Фараона». Фото с открытки начала XX века
- Часовня Александра Невского.

памятники
- Часовня Александра Невского, 1882—1883, Москва
- Московская хоральная синагога, 1887—1891 (интерьер главного зала архитектора Р.Клейна)
- ГМИИ им. А. С. Пушкина, Москва — Египетский зал

### Модерн
«В эпоху модерна и начале XX века „египетский стиль“ применяется в строительстве самых разных по назначению объектов: кинотеатров, колледжей, библиотек и музеев, заводов и фабрик, тюрем; синагог и масонских лож. Строгие, массивные, монументальные формы используются во всех областях архитектуры и декорации интерьера. В то же время египетские цитаты придают постройкам и интерьерам оригинальность и красочность». В оформлении интерьера и мебели архитекторы-декораторы чаще пользовались не методом целостной стилизации, а сочетанием элементов различных стилей (эклектика).
Успешное исполнение Сарой Бернар роли царицы Клеопатры в пьесах Сарду и Шекспира, роман Анатоля Франса и опера Массне «Таис» также способствовали постоянному интересу к истории и искусству Древнего Египта.
- Сара Бернар в роли Клеопатры (1893)
- Солонка Николая II от фирмы «Фаберже», ок. 1893
- Леон Бакст. Эскиз костюма к балету «Клеопатра», 1906.
- Роспись на доме в Страсбурге
- Афиша оперы «Таис», 1894

### В России
Для русской культуры «серебряного века», периода символизма, декаданса, моды на мистические учения, увлечения эзотерической философией интерес к Египту приобрел иной, камерный характер. Внимание к мистической стороне египетских культов очевидно на примерах сочинений В. С. Соловьёва и В. В. Розанова, работ художников А. Н. Бенуа, М. Чюрлёниса («Соната пирамид»). В 1908 году был поставлен балет А. А. Аренского «Египетские ночи». В 1916 году В. Я. Брюсов издал стилизованное продолжение поэмы Пушкина «Египетские ночи». К. Д. Бальмонт в конце 1909 года посетил Египет, написав серию очерков, которые составили впоследствии книгу «Край Озириса» (1914). Египетские мотивы использованы в постройках архитектора Ф. О. Шехтеля.
Санкт-Петербург
- Дом П. А. Сальникова: стилизованные крылатые солнечные диски на фасаде дома № 135 по Лиговскому проспекту (1904). Арх. Д. Г. Фомичев
- Доходный дом П. Ю. Сюзора, дом XIX века перестроен в 1905-06 гг.
- Доходный дом А. И. Нежинской (Захарьевская ул., 23), арх. М. Сонгайло (1911)
- Доходный дом М. И. Грибкова (1913) на Зверинской улице, 31, в декорировке которого переплетены египетские, месопотамские и масонские мотивы.
- Доходный дом А. В. Виноградова, 1912—1913, архитектор А. Ф. Барановский, инженер Н. Ф. Прокопович.

- Дом Сюзора (ул.Казанская 42)
- Доходный дом М. И. Грибкова
- Доходный дом А. В. Виноградова

Москва
- Дом Левина (Мясницкий проезд, 3). Выполнен по мотивам ассиро-вавилонской и древнеегипетской архитектуры. Ограды балконов имеют проёмы в виде саркофагов мумий, пирамидо-подобные башенки — напоминают пирамиду Джосера, колонны входа — с хаторическими капителями — уменьшенные копии храма богини Хатхор в Дендерах. Простенки на фасаде изобилуют масками Ибисов и египетских жрецов. Возможно — напоминание о исходе евреев из Египта, ведь владелец здания, Левин был иудеем.
- дом Михайловых на Большой Дмитровке
- Стоматологический институт на Долгоруковской улице
- Ф. О. Шехтель:
  - Особняк водочного фабриканта Петра Смирнова (Тверской бульвар, 18, стр. 1). Один из интерьеров оформлен как Египетский зал (1901 г.). Современный ресторан «Шехтель» (реконструкция 2004—2006 гг.)
  - Особняк В. Е. Морозова (Подсосенский пер., 21). Использованы египетские и готические мотивы.
  - Камин в особняке А. И. Дерожинской.

- Дом Левина
- Дом Михайловых на Большой Дмитровке

прочее
- Краеведческий музей в Красноярске (1913—1914), архитектор Л. А. Чернышёв. Наиболее полная, откровенная и цельная стилизация на египетскую тему этого времени[1].

### Ар деко
Открытие гробницы Тутанхамона в 1922 году, вызвавшее очередной подъём египтомании, нашло отражение в новом художественном стиле ар-деко «Египетский стиль прочно укоренился в ар-деко, использовался в мебели, ювелирных украшениях, одежде, отразился на искусстве книжной иллюстрации и театральных декорациях». В моду вошли короткие женские прически «под египтянок».
- Уильям Ван Аллен. Двери лифта небоскреба Крайслер-билдинг в Нью-Йорке с мотивом папируса. 1930
- «Пифийский храм» (Нью-Йорк), 1927
- Центральная Библиотека (Лос-Анджелес), 1926
- Клодетт Кольбер в роли Клеопатры (1934)

#### В Советском Союзе
«В советскую эпоху радикально изменились идеологические задачи искусства, главной целью которого стало прославление революции, её героев и вождей. Революция представлялась событием всемирного масштаба, что неизбежно выдвинуло на первый план монументальность как стилевую доминанту. Это в первую очередь сказалось на облике Москвы. Памятники советской эпохи должны были нести идею величия и вечной памяти. Актуальность обелиска и пирамиды выступила на фоне поисков новой символики, отличной от христианской. Под революционный памятник был приспособлен обелиск („Обелиск свободы“, 1918), который получил широкое распространение в силу простоты, лаконичности и выразительности своего образа». Памятник-обелиск в Александровском саду, поставленный к 300-летию дома Романовых, был переделан в честь героев революции
Мавзолей Ленина (арх. А. В. Щусев) использует тему пирамиды как классический вариант величественного мемориала. В том же конкурсе участвовал проект, составленный Ф. О. Шехтелем в 1924 году — он имеет вид египетской пирамиды. Более ранний Памятник Мировому страданию (1916) Ивана Шадра в виде пирамиды остался нереализованным, хотя об осуществлении проекта думали и после революции.
«Важность наследия архитектуры Древнего Египта в советскую эпоху подтверждают проекты представителя авангарда Ивана Леонидова (Проект Дворца Культуры пролетарского района, 1930) и архитектора-новатора Алексея Душкина (станция метро „Кропоткинская“), построившего подземный „город солнца“». Евгений Шервинский, используя египетские темы ар-деко, создаёт интерьеры общежития в Тюфелевой роще (не сохранились).
- Обелиск Свободы (не сохранился)
- Памятник Мировому страданию
- Проект Мавзолея в виде пирамиды, арх. Ф. Шехтель
- Форзац ПСС Ленина 1935 года с изображением второго Мавзолея
- Кропоткинская — лотосовидные колонны
- Здание Министерства иностранных дел России: монументальный портал в египетском духе, обрамлённый обелисками-фонарями
- Государственный дом радиовещания и звукозаписи, 1939

## Характерные черты
Египетский стиль подразумевает орнамент в виде египетских иероглифов. Из скульптурных композиций характерны кошки, сфинксы, грифоны и скарабеи. Статуи инкрустировались, украшались и нередко помещались в стенные ниши. Помещение стен покрывалось фресками на тему загробной жизни (Древнеегипетская Книга мёртвых), закрепленными стеклом. Лица непременно изображались в профиль (лишь барельефы фараонов могли изображаться в фас). Орнаментированные колонны с капителями в форме цветков лотоса делили внутренние помещения на нефы. В цветовой гамме присутствовал сапфировый цвет и золотые украшения. Другим популярным цветом является песчано-жёлтый. Для отделки интерьера используется светлый мрамор, а деревянные детали (мебель) имеют темный оттенок. Потолок часто синий с изображением золотых звезд и луны. Ткани светлые, льняные. Именно египтяне изобрели стул со спинкой.